# Papa-amoras-comum
O papa-amoras-comum(Curruca communis), também chamado regionalmente papuxa, é uma ave da família Sylviidae. É parecida com a toutinegra-tomilheira, distinguindo-se desta espécie pelo seu maior tamanho.

## Nomes comuns
Dá ainda pelos seguintes nomes comuns: papa-amoras, amoreira, charrasca, pica-amoras, tarréu, toutinegra-comum.

### Etimologia
Os substantivos papa-amoras, pica-amoras e amoreira são alusivos à alimentação desta ave que, especialmente no Verão, se alimenta de bagas e frutos silvestres, por antonomásia a amora.
O nome toutinegra, aglutinação das palavras touta (cabeça) e negra, poderão ser uma alusão à cabeça acinzentada dos machos.

## Nomes científicos
Além do nome científico Currucacomunis também dá pelos nomes científicos Sylvia cinerea e Curruca communis

## Descrição
O pica-amoras é uma ave de pequeno porte (passeriforme), o espécime adulto médio apresenta cerca de 14 centímetros de comprimento e 22 centímetros de envergadura. É uma ave dentirrostra (de bico dentado).
Embora haja alguns sinais de dimorfismo sexual a plumagem em ambos os sexos assume, em geral, uma coloração castanha discreta. Aquilo que mais caracteriza os machos é a tonalidade acinzentada na cabeça, até aos olhos, a garganta branca, bem como o peito e as penas que dão para as penas, que assumem uma coloração esbranquiçada. As penas do dorso, nos machos, também podem assumir uma coloração castanha-parda, incluindo as das asas.
Por seu turno as fêmeas costumam ter uma cabeça mais uniformemente castanha, por vezes castanha-parda e a plumagem do peito pode exibir tons mais avermelhados ou pardos do que a dos machos.

### Distribução
O papa-amoras frequenta uma área de nidificação ampla, que se estende a quase a toda a Europa, exceptuando-se o Norte e as montanhas escandinavas. Distribui-se também pela Ásia Ocidental até ao rio Ienissei, com alguns povoamentos na Barbária, Israel, montanhas do Irão e Turquistão. Inverna na África tropical, onde se localiza durante o grosso dos mês de Setembro e a primeira quinzena de Outubro.
Em Portugal distribui-se pelas terras altas do norte e do centro do território.

### Habitat

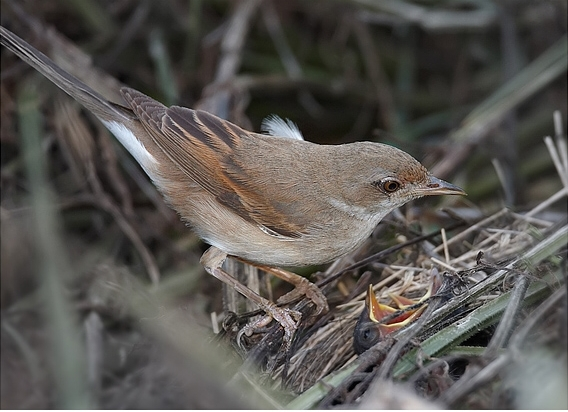
Papa-amoras fêmea com os pitos no ninho

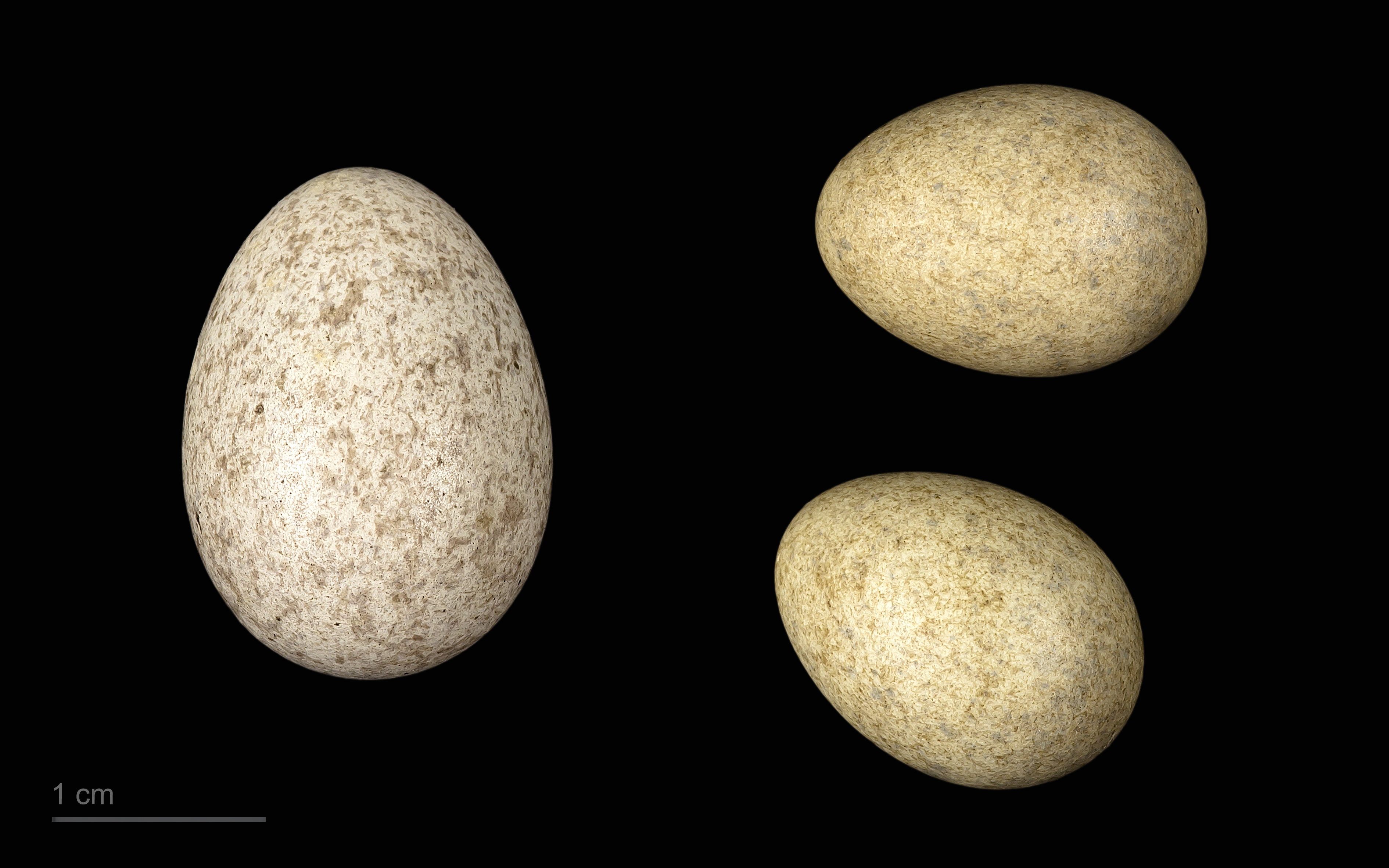
Cuculus canorus canorus em um ninho de Sylvia communis - MHNT

Frequenta zonas de matos sem árvores ou com árvores dispersas, com arbustos rasteiros. Gosta de se movimentar entre pequenos matorrais de escalheiros,  silvas, sarças, giestas, zimbros, urzes ou mesmo em sebes-vivas, entre outros espaços quejandos, que lhe permitam ocultar-se entre a folhagem, tranquilamente.
Pode encontrar-se tanto nas cercanias de arbustos e matagais, como em courelas, pradarias ou matas. Evitando, por conseguinte, os espaços ocupados pela habitação humana, receando a actividade urbana, sendo certo que, ocasionalmente, pode ser possível encontrá-los transitoriamente, em áreas suburbanas.

## Dieta
São aves principalmente insectívoras, alimentando-se de pulgões, lagartas, borboletas, formigas, abelhas, mosquitos,  moscas, entre outros. Não obstante, também se podem nutrir de cereais, amoras (daí alguns dos seus nomes populares), ou mesmo dos frutos dos escalheiros e das abrunheiras, o que acontece mais no Verão.